# Brunröd daglilja
Brunröd daglilja (Hemerocallis fulva) är en växtart i familjen dagliljeväxter från Kina. Den finns förvildad i Sverige, nästan uteslutande i form av sorten 'Europa' som är en steril klon, den sätter alltså inga frön.
Växten blir 40–150 cm hög, vanligen nedvissnande vintertid. Rötterna är köttiga med knöllika bildningar nära rotspetsarna. Arten bildar utlöpare som kan bli 30 cm långa. Bladen är remlika 50–90 × 1–2,8 cm, spetsiga i toppen.
Blomstängeln är upprätt, ihålig med stödblad. Blommorna sitter i ett dubbelt, skruvax-knippe med 2–5 (–10) blommor. Stödbladen är fjällika. Blomskaften är ca 5 mm långa. Själva blommorna är doftlösa, de öppnar sig på morgon och sluter sig före kvällen. Blomfärgen är orange till rödorange med en purpur till rödorange fläck – "öga". Blompipen blir 2–4 cm. Hyllebladen blir 5–12 × 1–3 cm, och är ibland vågiga i kanten, de inre är bredare än de yttre. Ståndarknapparna är purpursvarta. Frukten är en elliptisk eller omvänt äggrund kapsel. Arten blommar i juli–augusti.

## Varieteter
- var. fulva – har nedvissnande blad. Bladskotten är bland de tidigaste som grönskar om våren. Blommorna är orangeröda med tydligt fläckmönster. Blompipen är kort, 2–3 cm. De inre hyllebladen blir 2–3,5 cm breda. Vanligen steril triploid, men fertila kloner förekommer. Kina, Korea och Japan. Plantor från Gansu i har blad som blir endast 5–8 mm vida, stödblad på stjälken sitter med eller mindre motsatta och de yttre hyllebladen blir 0,6–1 cm vida. Frukten är omvänt äggrund. Dessa har kallats H. fulva var. oppositibracteata, men räknas numera till den naturliga variationen inom var. fulva.

- var. angustifolia – har nedvissnande blad. Blommorna är orangeröda med tydligt fläckmönster. Blompipen är till 4 cm lång. De inre hyllebladen blir 1–2,5 cm breda. Fertil diploid. Kina, Korea och Japan. Hit räknas numera också H. fulva var. pauciflora, som inte blir högre än 20–30 cm. Blommorna är ensamma eller upp till 3 per stängel. Den är en steril triploid som hittats i Japan.
- Branddaglilja (var. aurantiaca) – har städsegröna blad. Blommorna är orange med rödtonad utsida. Fertil diploid. Kina, Korea och Japan.

Stranddaglilja (H. littorea) är liknande. Den har nedvissnande blad. Blommorna är orange till orangeröda och saknar vanligen fläckmönster. Blompipen är upp till 3 cm lång. Fertil diploid. Kina, Korea och Japan. Växer på standnära platser i Japan.

## Sorter
Några kloner av brunröd daglilja odlas:
- 'Cypriani' (Sprenger, Cypriani 1916) – 100 cm. Sorten har gnistrande kopparröda blommor med guldgult svalg och tydlig guldgul mittstrimma. Hyllebladen är smala, vågiga i kanterna. Insamlad av prästen Cypriani i Kina. Diploid.
- 'Europa' – till 130 cm med 10–18 blommor per blomstängel. Blommorna är ådrigt brunröda med orangegul till persikofärgad mittstrimma, mörkare brunrött öga och gulorange svalg. Blomman blir 12–13 cm i diameter och har relativt breda hylleblad som överlappar mot basen. Blompipen blir 2 cm lång. Triploid. Sorten är omnämnd i Europa redan 1576, men kommer troligen från Japan.
- 'Flore Pleno' (Sienicka 1929) – fylldblommig klon av var. angustifolia, insamlad av pastor Ellis i Kina före år 1860. Lik 'Kwanzo' men har normalt 15–18 hylleblad per blomma. Diploid.
- 'Jennie Love' (Stout  1956) – 90–100 cm. Blommorna är rosa med röda nerver och ljus mittstrimma. Ögat är klarrött och svalget guldgult. Diploid.
- 'Korean Apps'(Apps/Batdorf 1984) – 105 cm. Blommorna är brunröda med tydligt mörkrött öga, blekgul mittstrimma och gult svalg. Insmalad i Korea av Darrel Appes 1984. Diploid.
- 'Kwanzo' ('Green Kwanzo) – en fylldblommig japansk klon, känd i väst sedan 1712. Blommorna är orange med mörkare ring och gult centrum, de har normalt 7–12 hylleblad per blomma. Triploid.
- 'Kwanzo Variegata' – mutation av 'Kwanzo' med vitstrimmiga blad. Reverterar ofta tillbaka till 'Kwanzo'.
- 'Maculata' (Sprenger 1903) – 120 cm. Blommorna är rödorange gul mittstrimma, purpurrött öga och gult svalg. Blompipen bir 4 cm lång. Sorten liknar 'Europa', men är ljusare i färgen och ögonfläcken famstår tydligare. Blomman är större, ca 15 cm i diameter och mer öppen än 'Europa'. Triploid.
- 'Margaret Perry' (Perry 1920) – orangeröd med mrkare öga, kadmingul mittstrimma och svalg. Diploid. ( 'Europa' ×  'Cypriani')
- 'Mrs Nesmith' - blommorna är rosa utan ögonfläck med gräddfärgad mittstrimma.
- 'Pastelrose' (Plouf 1941) – rosa med ljus mittstrimma och guldgult svalg, ögonzon saknas.
- 'Rosalind' (Stout 1938) – har rosa blommor med mörkare öga och gult svalg. Diploid.

Ytterligare några sorter finns beskrivna, men det är tveksamt om dessa existerar i odling:
- 'Charmaine' (Stout 1934) – blommorna är klart rosa.
- 'Charmaine Queen' (Stout 1956) – 115 cm. Blommorna är korallrosa med klart röd ögonfläck och röda nerver.
- 'Chengtu' (Stout 1935) – blommorna är orange med scharlakansröd kant. De yttre hyllebladens nerver är dock inte lika tydligt färgade.
- 'Festival' (Stout 1939) – 120 cm. Blommorna är förhållandevis små, ca 7,5 cm i diameter, de är brunröda med ett orange svalg och med en mittstrimma i samma orange färg. De inre hyllebladen är något konkava, medan de yttre är tillbakarullade. Diploid.
- 'Hankow' (Stout 1939) – 120 cm. Har gulorange blommor med scharlakansrött till purpur öga. Insamlad i Kina. Diploid.
- 'Hupehensis' (1926) – även denna sort är insamlad av Cypriani i Kina. Blommorna är kopparröda med gult svalg. Hyllebladen har vågiga kanter. Diploid.
- 'Speciosa' (Wallace 1937) – beskrivs som att ha röda blommor. Senblommande.
- 'Vieux Carre' (Norton 1952) – städsegrön. Blommorna är ljust orangeröda med brunt öga utvecklad halo. Diploid. Sorten togs med emigranter från Europa till USA och sägs vara vanlig i södra USA.

Ibland listas sorterna 'Red Bird' och 'Theron' under denna art, med de är komplexa hybrider och hör hemma i gruppen trädgårdsdagliljor.

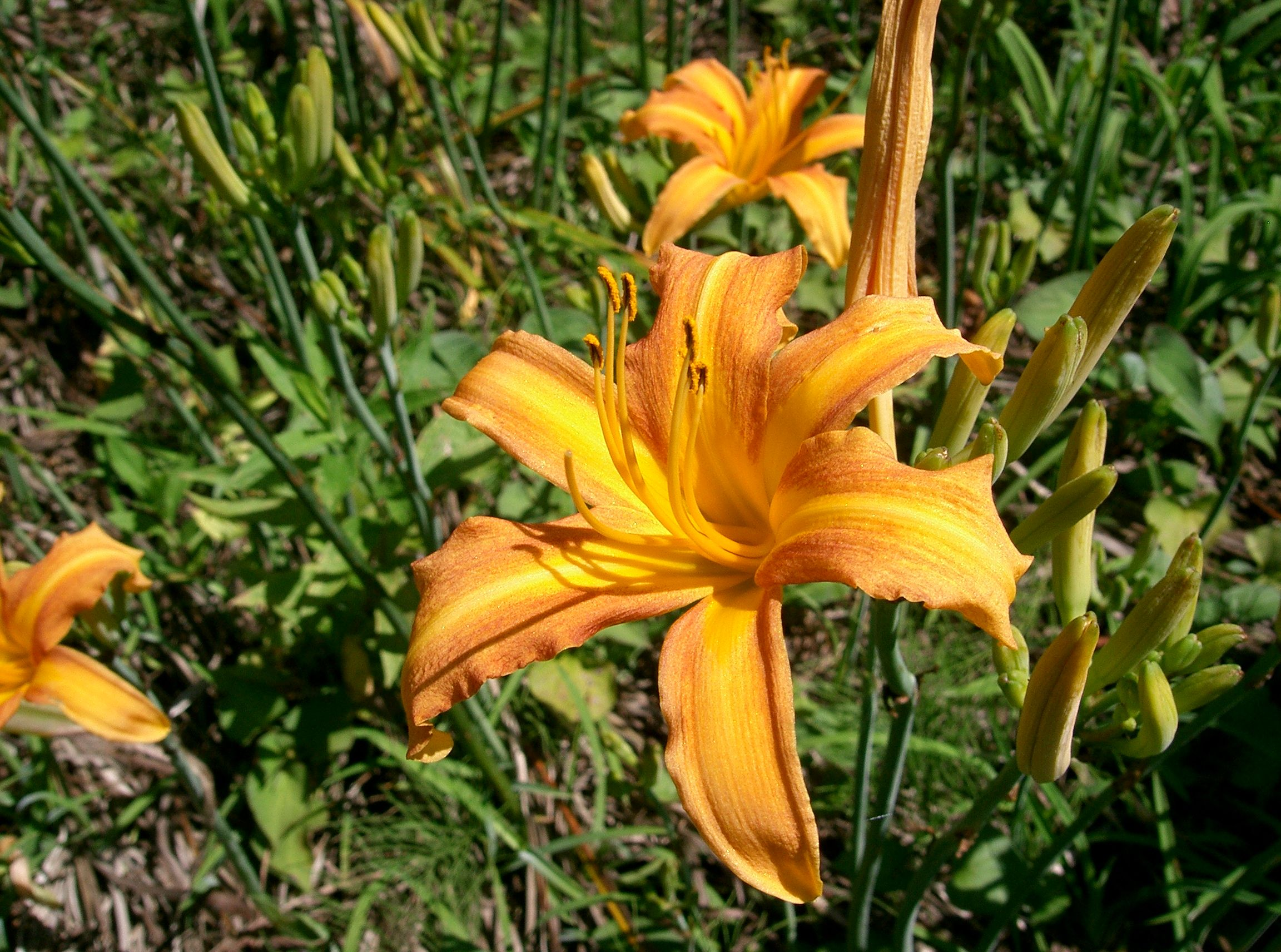
var. angustifolia
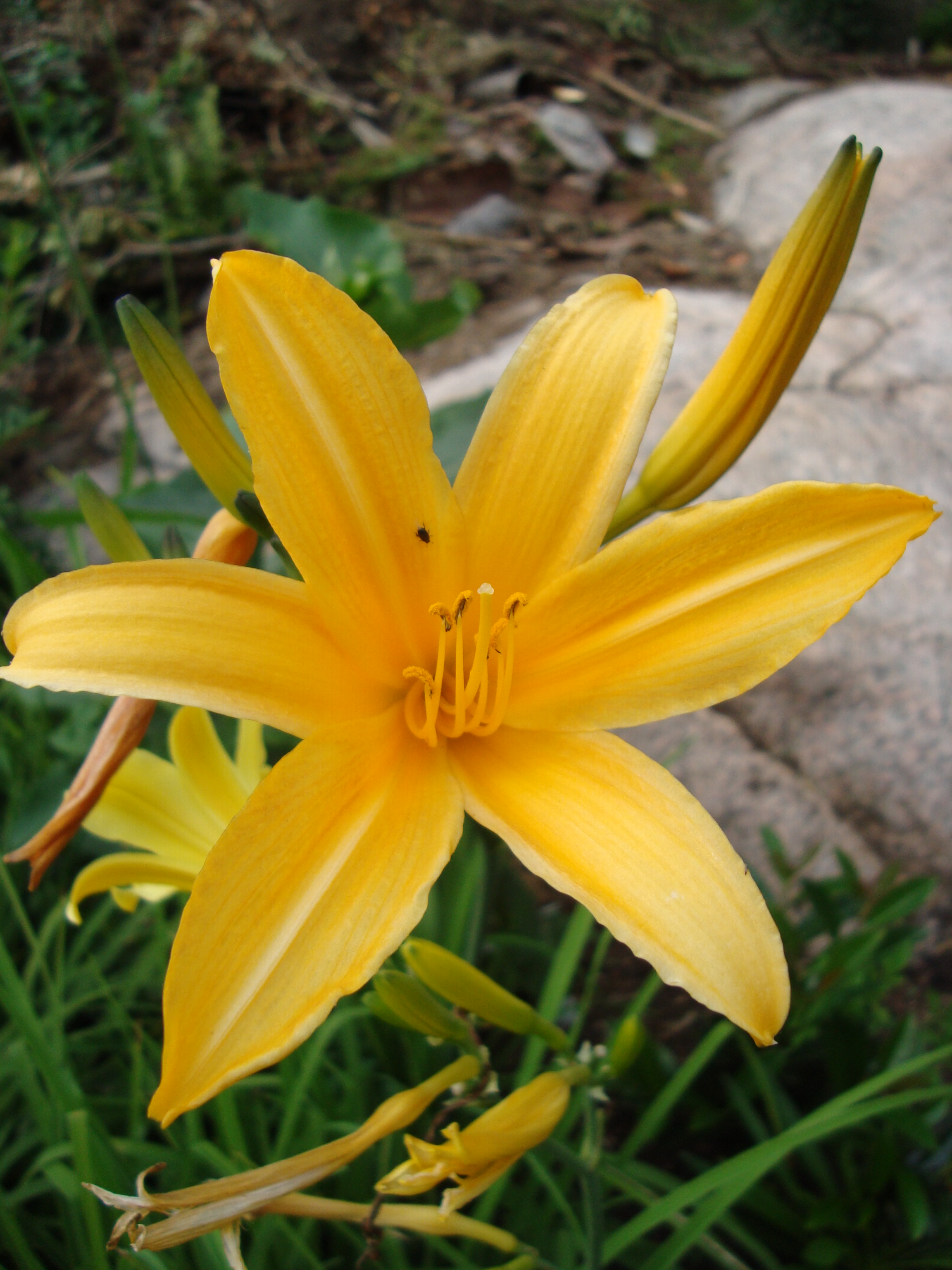
var. aurantiaca
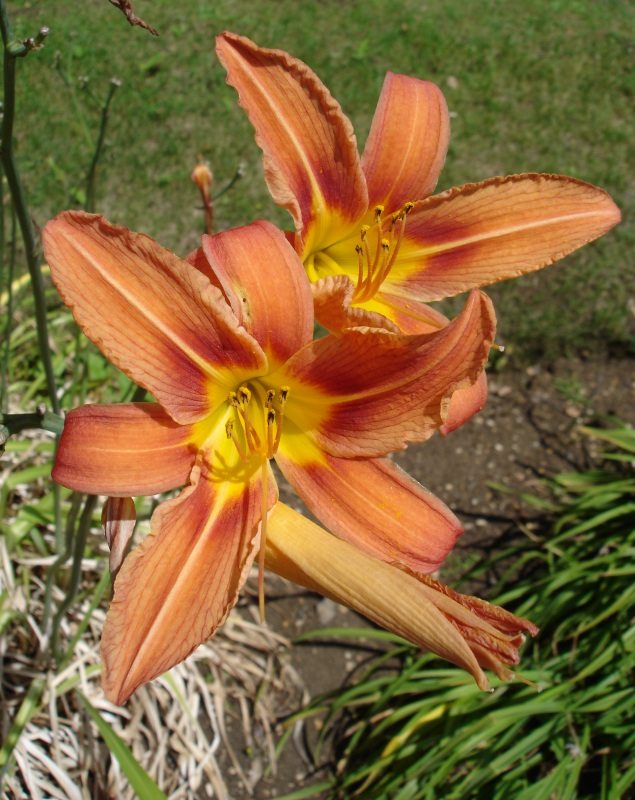
Hemerocallis fulva
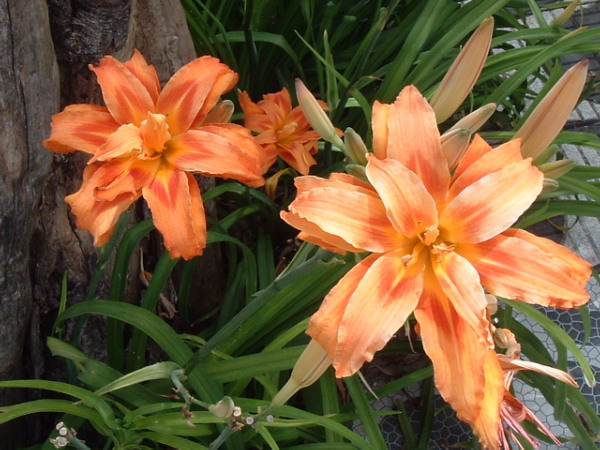
'Flore Pleno'
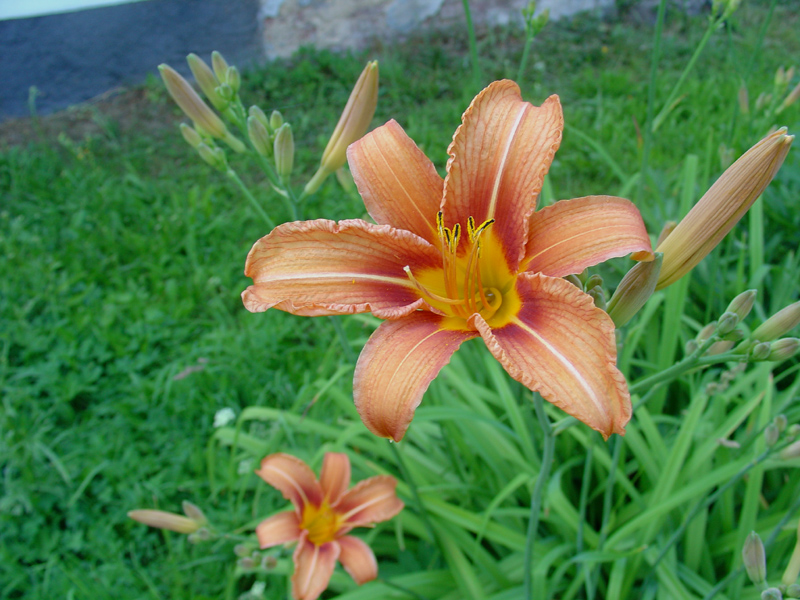
var. fulva 'Europa'
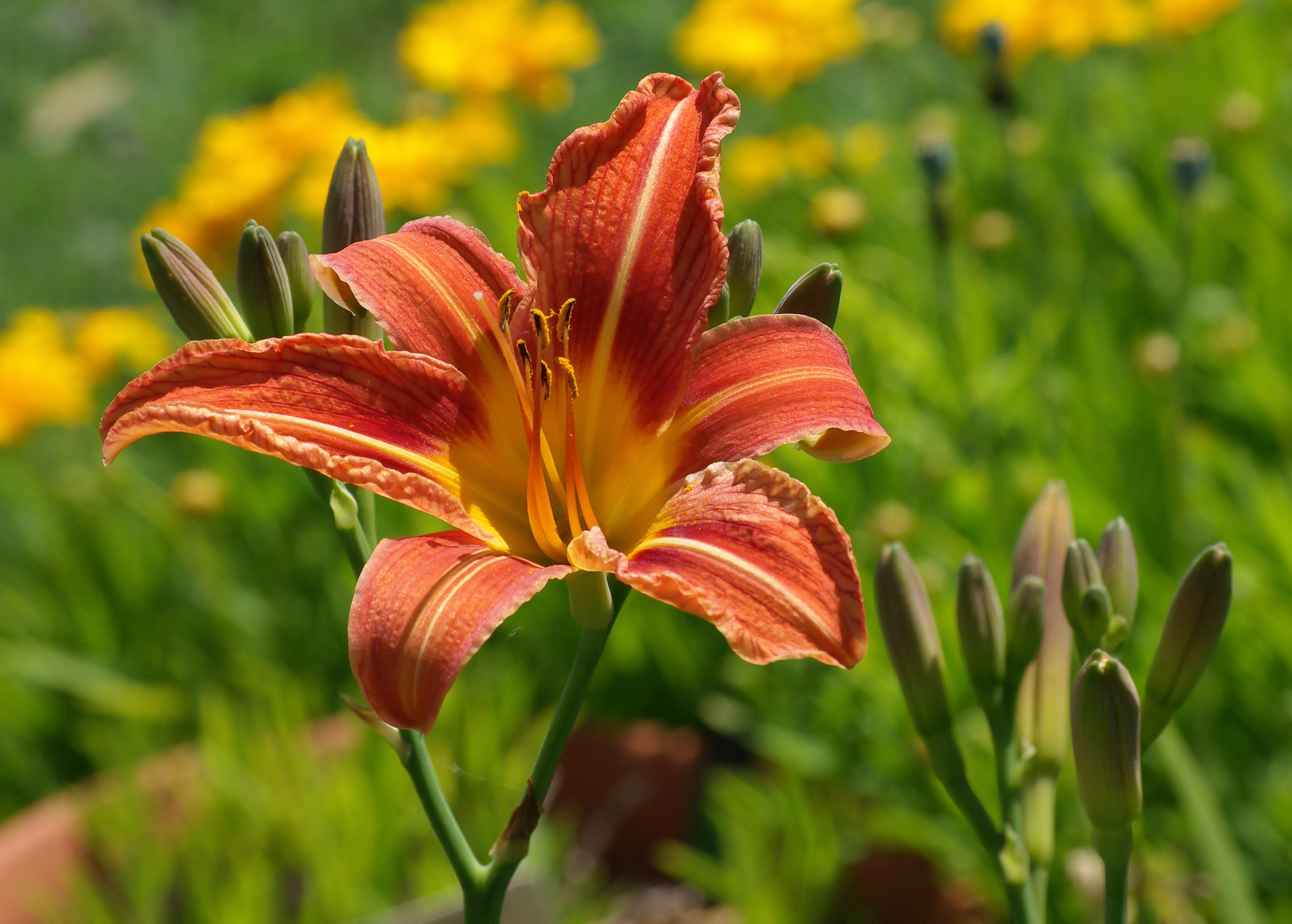
Hemerocallis fulva

## Hybrider
Hybrider mellan brunröd daglilja och doftdaglilja (H. thunbergii) har fått namnet Hemerocallis ×luteola.

## Odling
Lättodlad och härdig i hela landet utan extra åtgärder. Den tål relativt torra platser, men blommar bättre i normalfuktig jord. Förökas genom delning under våren. De flesta sorterna som odlas i Sverige är frösterila och frösådda plantor är därför ovanligt.

## Synonymer
var. fulva
- Gloriosa luxurians Lour. ex Gomes

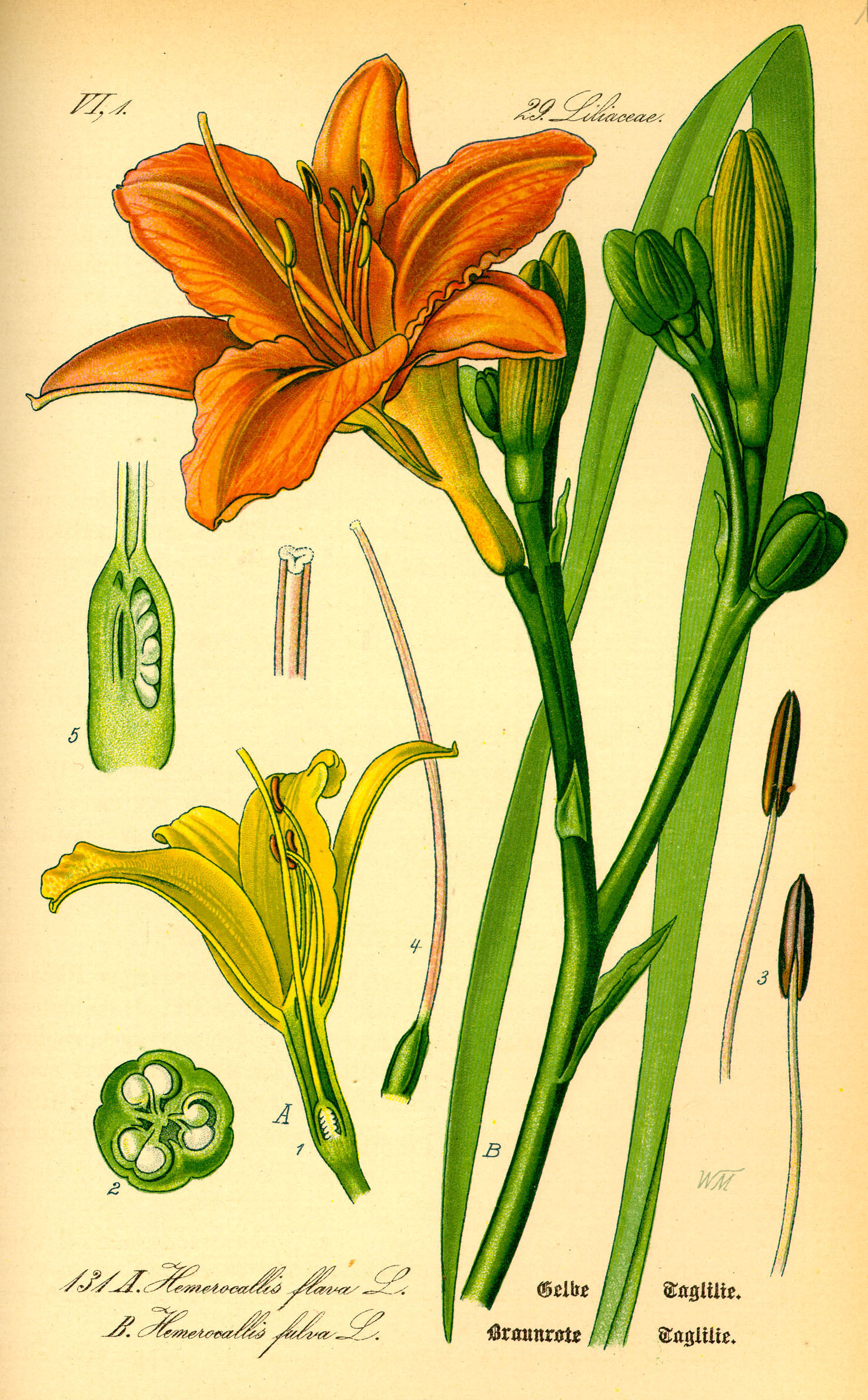
Hemerocallis fulva var. fulva

- Hemerocallis lilioasphodelus var. fulva L.
- Hemerocallis flava Suter nom. illeg.
- Hemerocallis fulva var. maculata Baroni = 'Maculata'
- Hemerocallis fulva var. oppositibracteata  H. Kong & Ching J. Wang
- Hemerocallis fulva var. rosea Stout
- Hemerocallis kwanso hort. ex Regel = 'Kwanzo'

var. angustifolia Baker
- Hemerocallis disticha Donn ex Sweet
- Hemerocallis fulva var. disticha (Donn ex Sweet) Baker
- Hemerocallis fulva var. longituba (Miquel) Maximowicz
- Hemerocallis fulva var. pauciflora M. Hotta & M. Matsuoka
- Hemerocallis fulva var. sempervirens (Araki) M. Hotta & M. Matsuoka
- Hemerocallis longituba Miquel.
- Hemerocallis sendaica Ohwi
- Hemerocallis sempervirens Araki

var. aurantiaca (Baker) M. Hotta
- Hemerocallis aurantiaca Baker
- Hemerocallis aurantiaca var. major Baker
- Hemerocallis major (Baker) M.Hotta